# Phare de Richard
Le phare de Richard se trouve à Jau-Dignac-et-Loirac. Comme la plupart des phares de l'estuaire de la Gironde, il n'est plus en activité.
C'est un phare cylindrique, pas assez haut malgré ses 18 mètres, construit en 1843. Son escalier à vis compte 63 marches en pierre et mène à la corniche.
En 1870 un autre phare métallique de 31 mètres de hauteur, dont la lumière était plus visible, a été bâti. Ce phare a été en service jusqu'en 1953 puis démoli.
Sa maquette est exposée à côté.

## Histoire
Dans la Commune de Jau-Dignac-et-Loirac, en bordure des « polders de Hollande » aménagés au XVIIe siècle sur la rive gauche, un arbre guide la navigation sur l'estuaire de la Gironde, le plus vaste d'Europe : l'arbre de Richard.
Au début du XIXe siècle, l'arbre est abattu par la tempête. Un phare en maçonnerie est construit en 1843, haut de 18 mètres. Ce lieu devient le rendez-vous communal et des bals populaires y sont organisés. En 1870, un deuxième phare est érigé à proximité, entièrement métallique et d'une hauteur de 31 mètres. Les phares s'éteignent en 1953, et le site est vendu à un particulier en 1956. Le domaine reste abandonné et le phare métallique est détruit pour en récupérer la ferraille.

### Réhabilitation
Il est resté à l'abandon jusqu'en 1982. C'est un groupe d'adolescents de Jau-Dignac-et-Loirac, soutenu par le maire du village, qui décide de restaurer les lieux.
L'année 1992 marque le point de départ d'une reconversion du site vers une vocation touristique et culturelle qui se développe encore. En 1993 est créée l'Association communale du phare de Richard. Elle est animée par une équipe de bénévoles qui gère ce patrimoine culturel. Du phare de Richard se dessine un superbe panorama sur l'estuaire de la Gironde, les côtes charentaises et les « polders de Hollande ». Il abrite actuellement le Musée de l'ostréiculture et de la pêche ainsi qu'un petit musée des phares et balises.
Depuis septembre 2008, un carrelet est venu enrichir les lieux. Mis à disposition en fonction des marées, il offre un panorama somptueux sur la Gironde et une autre manière de découvrir sa richesse. On peut également y découvrir un bateau pilote rénové.
Le 23 avril 2009, l'ancienne verrière du haut de la tour a été enlevée afin d'être remplacée par une coupole identique à celle du phare à son origine.
Fabriquée en fibres, elle a été réalisée par le Lycée de la Mer à Gujan-Mestras (Gironde).

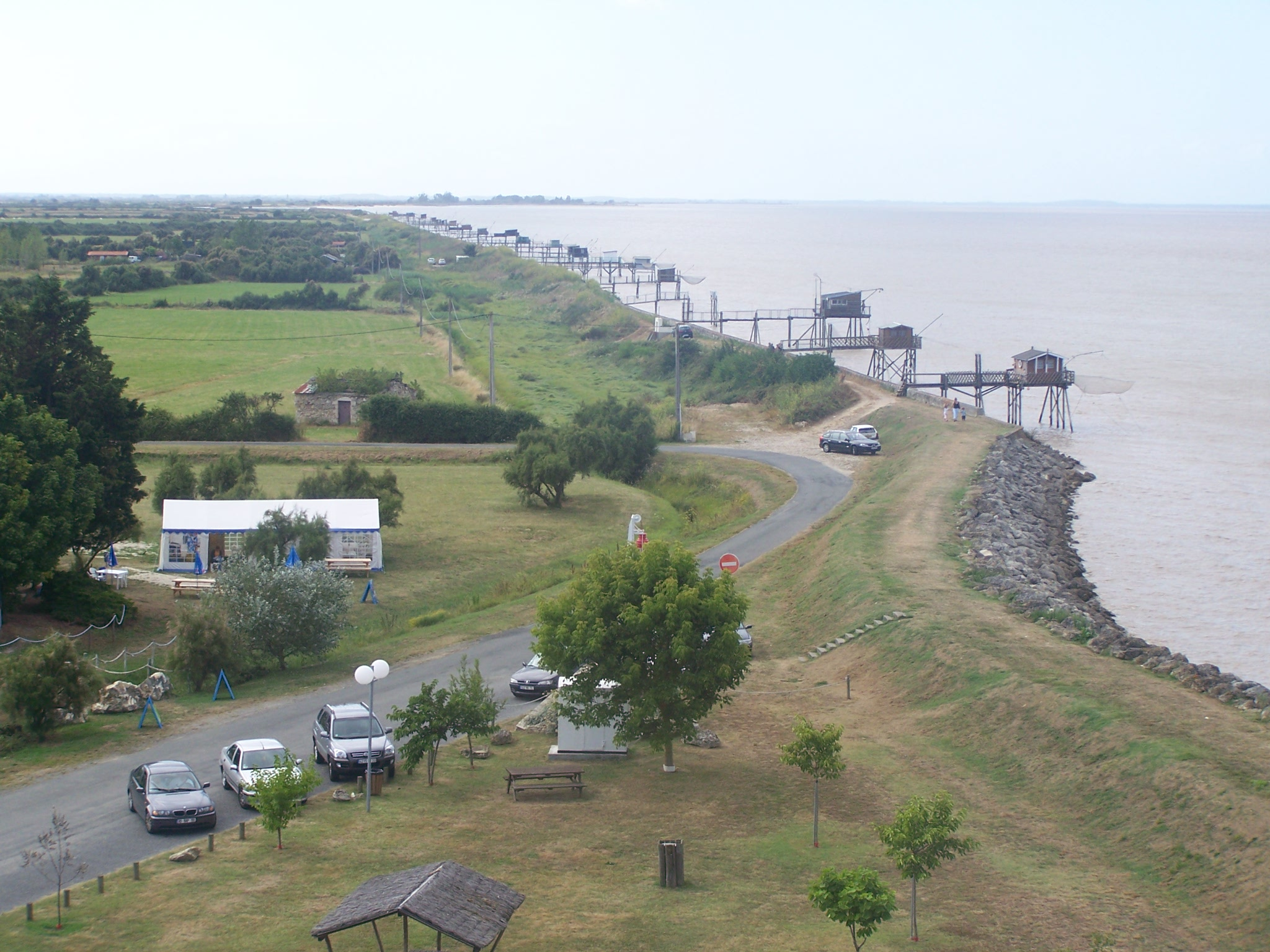
Vue depuis le haut du phare sur les cabanes de pêcheurs typiques, s'étendant les unes à côté des autres sur la rive ouest de l'estuaire.

## Accès
Lieu de promenade et de découverte de la nature, accessible à pied, à cheval, à vélo ou en voiture par la D2 depuis le port de Richard au sud et Saint-Vivien-de-Médoc au nord.